# Excentriciteit (wiskunde)
Excentriciteit is een parameter van de meetkundige figuur kegelsnede, die volledig het type en de vorm bepaalt. 

## Kegelsnedetypen
Bij de kegelsnede is de excentriciteit (ε) een maat voor de afwijking van de cirkel:
- cirkel ε=0
- ellips 0<ε<1
- parabool ε=1
- hyperbool ε>1
- rechte lijn ε= ∞

Als de cirkel wordt opgevat als bijzonder geval van een ellips, dan geldt voor de ellips uiteraard 0≤ε<1.

## Ellips
Een ellips is een twee-dimensionale figuur die wordt gevormd door alle punten waarvoor geldt dat de som van de afstanden (rode lijn in de figuur) tot twee gekozen punten, de brandpunten (f1 en f2 in de figuur), steeds dezelfde waarde heeft. De ellips heeft twee assen; de langste halve as heet a, en de kortste b. Bij geschikte keuze van het assenstelsel is de vergelijking
{\displaystyle {\frac {x^{2}}{a^{2}}}+{\frac {y^{2}}{b^{2}}}=1}
De excentriciteit e van de ellips is
{\displaystyle e={\sqrt {1-{b^{2} \over a^{2}}}}}
Hoe kleiner de excentriciteit, hoe meer de ellips op een cirkel lijkt.

## Hyperbool
De excentriciteit van een hyperbool is de afstand tussen de brandpunten gedeeld door de afstand tussen de takken. Dit kan elk getal groter dan 1 zijn.
De excentriciteit is ook de secans van de helft van de hoek tussen de asymptoten waarbinnen zich een tak van de hyperbool bevindt.
De excentriciteit e van de hyperbool
{\displaystyle {\frac {x^{2}}{a^{2}}}-{\frac {y^{2}}{b^{2}}}=1}
is
{\displaystyle e={\sqrt {1+{b^{2} \over a^{2}}}}}
De excentriciteit van een orthogonale hyperbool is bijvoorbeeld {\displaystyle {\sqrt {2}}}.